# Кравченко, Валерий Трофимович
Вале́рий Трофи́мович Кра́вченко (род. 19 октября 1942, Ленкорань Азербайджанской ССР) — российский пианист и музыкальный педагог, краевед, журналист, деятель культуры. Заслуженный артист  Российской Федерации (1997). Заслуженный работник культуры РСФСР (1988).
Окончил Харьковский институт искусств как пианист. 
С 1968 г. преподаватель Камчатского областного музыкального училища (Петропавловск-Камчатский), концертмейстер Камчатской хоровой капеллы. Постоянно выступает со статьями об истории и культуре Камчатки в местной и центральной прессе.
С 1973 года — член Союза журналистов СССР. Автор книг о танцевальном ансамбле «Мэнго» и о Камчатской хоровой капелле. В 2000-е годы работает над составлением энциклопедии «Культура Камчатки XX века», отдельные фрагменты которой уже появлялись в печати.
В 2009 году принят в члены Союза писателей России.

## Внешние ссылки
- Историки и краеведы Камчатки. Кравченко Валерий Трофимович
- Канал Валерия Кравченко на YouTube